# اوتونه، سایتاما
اوتونه، سایتاما (به لاتین: Ōtone, Saitama) یک منطقهٔ مسکونی در ژاپن است که در کانتو واقع شده‌است. اوتونه ۱۴٬۸۵۵ نفر جمعیت دارد.